# Anton Usnik
Anton »Toni« Usnik, slovenski nogometaš, * 17. september 1973, Ljubljana.
Usnik je nekdanji profesionalni nogometaš, ki je igral na položaju vezista. V svoji karieri je igral za slovenske klube Svobodo, Ljubljano, Celje, Slavijo Vevče, Domžale, Korotan Prevalje, Šmartno ob Paki in Interblock ter islandski Leiftur-Dalvik. Skupno je v prvi slovenski ligi odigral 137 tekem in dosegel 19 golov. V sezoni 1996/97 je bil prvi strelec v drugi slovenski ligi. V letih 1994 in 1995 je odigral osem tekem in dosegel en gol za slovensko reprezentanco do 21 let. Po koncu kariere je deloval kot pomočnik trenerja v več klubih ter pri slovenski in od leta 2020 iranski reprezentanci.